# William Wadsworth (Ruderer)
William Ridout Wadsworth (* 17. Dezember 1875 in Toronto; † 29. August 1971 ebenda) war ein kanadischer Ruderer.

## Karriere
Wadsworth besuchte die University of Trinity College in Toronto und erwarb dort 1896 einen Bachelor with Honours in Geschichte und modernen Sprachen. 1899 folgte ein Abschluss in Rechtswissenschaften an der Osgoode Hall Law School. Als Student spielte er unter anderem Eishockey und war Mitglied der Studentenverbindung Phi Delta Phi.
1904 nahm er an den Olympischen Spielen in St. Louis teil. Mit seiner Mannschaft vom Argonaut Rowing Club erreichte er im Achter den zweiten Platz und gewann somit die Silbermedaille. Im folgenden Jahr siegte er bei der Royal Canadian Henley Regatta in den Wettbewerben im Vierer ohne Steuermann und im Achter.
Neben seiner sportlichen Karriere war er in Toronto als Anwalt tätig – ein Beruf, den er bis zu seinem Tod im Jahr 1971 im Alter von 95 Jahren ausübte.